# José María Castivia Franco
José María Castivia Franco (Sant Sebastià, Guipúscoa, 6 de maig de 1926 - 8 de maig de 2013) fou un futbolista basc que jugava en la posició de davanter.

## Trajectòria
Castivia va fer el seu debut professional el 1944, amb 18 anys, al Reial Madrid CF, on va jugar durant dues temporades, abans de ser traspassat a la Reial Societat, club on va jugar la major part de la seva carrera esportiva (va jugar un total de 99 partits i va marcar 34 gols en les cinc temporades en què va jugar amb l'equip, tant a Primera Divisió com a Segona Divisió). Va debutar-hi el 22 de setembre de 1946 a l'estadi d'Atotxa amb el resultat de 6-2 a favor del club donostiarra. El 1952 va fitxar pel Reial Oviedo, on va acabar la seva carrera esportiva el 1954.

## Clubs
| Club            | Anys      |
| --------------- | --------- |
| Reial Madrid CF | 1944-1946 |
| Reial Societat  | 1946-1952 |
| Reial Oviedo    | 1952-1954 |

## Palmarès
Amb la Reial Societat:
- Segona Divisió (1): 1948-49